# Louise Servaes
Louise Servaes (Antwerpen, 29 januari 1923, aldaar, 6 oktober 2010) is een Belgische kunstenares. Ze was gespecialiseerd in keramiek, handweven en illustreren en maakte ontwerpen voor boekbanden en boek- of stofomslagen. Ze was lid van de Antwerpse kunstenaarsgroep G58.

## Opleiding
Louise Servaes studeerde aan de Koninklijke Academie voor Schone Kunsten van Antwerpen. Ze maakte er deel uit van de keramiekklas van Olivier Strebelle. Hierna volgde een opleiding aan het Antwerpse Nationaal Hoger Instituut. Na eerst te kiezen voor schilderkunst, ging ze uiteindelijk als keramiste aan de slag. 

## Carrière
Vanaf 1956 startte Servaes met een eigen keramische productie. Haar werken verschenen op allerlei nationale en internationale tentoonstellingen, onder meer in Londen, Faenza, Amsterdam en Berlijn.

## Onderscheidingen
Als leerlinge van Jozef Vinck behaalde ze in 1950 de Karel Verlatprijs. Later ontving ze ook de Gouden medaille van Koningin Elisabeth en de Prijs van de provincie Antwerpen voor keramiek.